# Unione Sportiva Foggia 1948-1949
Questa voce raccoglie le informazioni riguardanti l'Unione Sportiva Foggia nelle competizioni ufficiali della stagione 1948-1949.

## Rosa
| N. |                   | Ruolo | Calciatore         |
| -- | ----------------- | ----- | ------------------ |
|    | Italia (bandiera) | P     | Antonio Bisson     |
|    | Italia (bandiera) | A     | Giovanni Bratta    |
|    | Italia (bandiera) | D     | Luigi Buin         |
|    | Italia (bandiera) | D     | Guido Citarelli    |
|    | Italia (bandiera) | P     | Mario Cola         |
|    | Italia (bandiera) | A     | Attilio De Brita   |
|    | Italia (bandiera) | C     | Luigi De Francesco |
|    | Italia (bandiera) | A     | Alfredo Diotalevi  |

| N. |                   | Ruolo | Calciatore                |
| -- | ----------------- | ----- | ------------------------- |
|    | Italia (bandiera) | C     | R. Ferrantino             |
|    | Italia (bandiera) | A     | G. Ghelfi                 |
|    | Italia (bandiera) | A     | Giuseppe Mirabello        |
|    | Italia (bandiera) | A     | Virgilio Nicoli           |
|    | Italia (bandiera) | D     | Carlo Ponzanibbio         |
|    | Italia (bandiera) | C     | Antonio Putrone           |
|    | Italia (bandiera) | A     | Antonio Spatuzzi          |
|    | Italia (bandiera) | D     | Francesco Paolo Trovatore |